# Szturmowcy

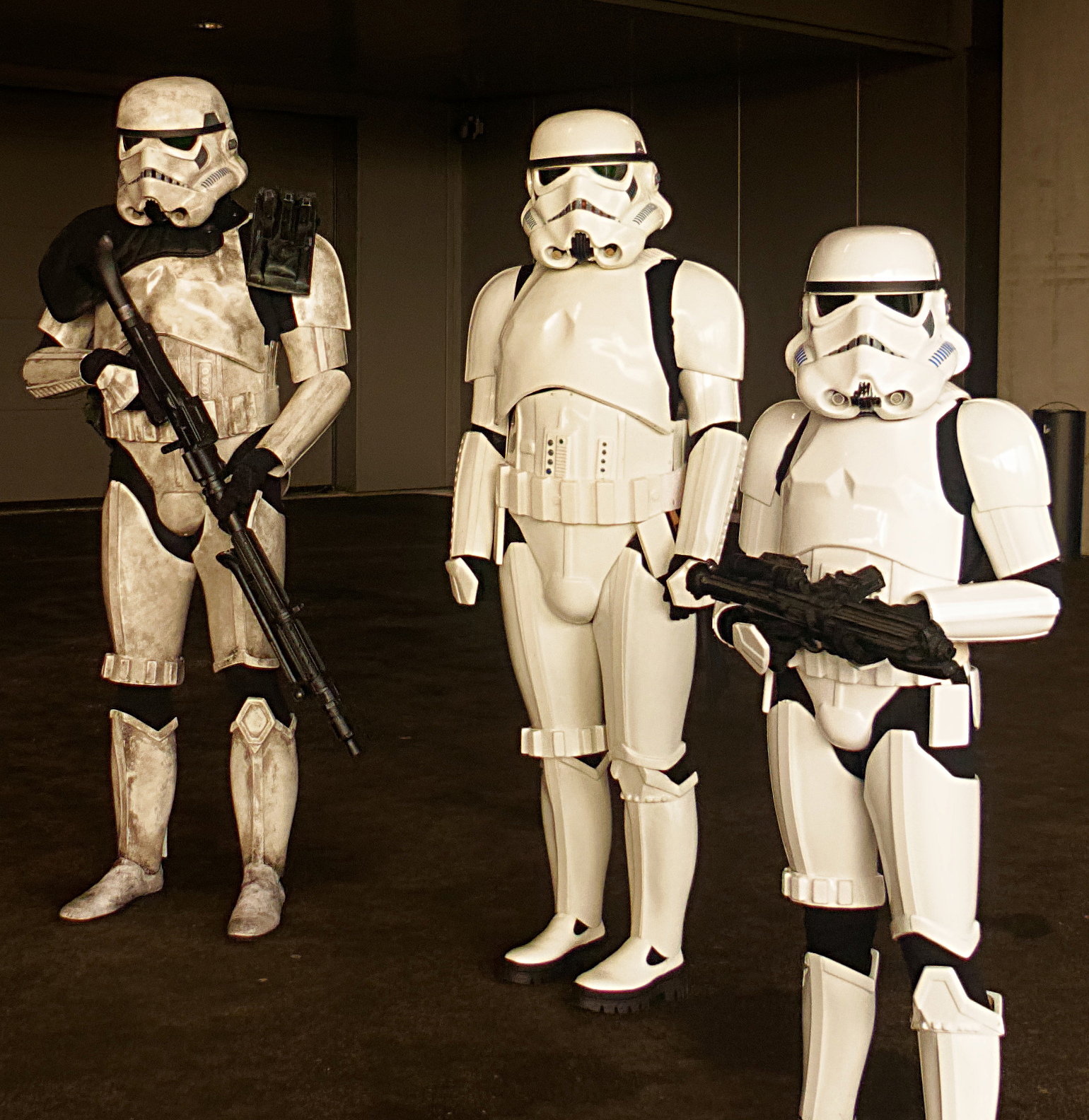
Szturmowcy

Szturmowcy (ang. Stormtroopers) – fikcyjne postacie z uniwersum Gwiezdnych wojen – żołnierze Imperium, a później także Najwyższego Porządku, ubrani zazwyczaj (zdarzały się wyjątki) w charakterystyczne białe pancerze.
Głównym zadaniem szturmowców było utrzymywanie porządku i tępienie buntów w Galaktyce. Wywodząc się bezpośrednio od klonów stworzonych podczas wojen klonów, nie wchodzili w skład Marynarki Imperialnej ani stworzonej później regularnej armii, ale byli wykorzystywani zarówno na powierzchniach planet, jak i na pokładach okrętów kosmicznych.
Początkowo oddziały szturmowców składały się z zaprogramowanych genetycznie na posłuszeństwo wobec dowódców klonów. Gdy ze względu na przyspieszony proces starzenia się klony zaczęły wymierać, w szeregi szturmowców zaczęto także rekrutować – nierzadko pod przymusem – zwykłych ludzi, poddawanych następnie praniu mózgu. Szturmowcy byli lojalni wobec swojego władcy i jego Nowego Ładu, niemal pozbawieni strachu i całkowicie nieprzekupni. Mieli bez żadnych wątpliwości wykonywać rozkazy dowódców, nie zważając nawet na własne bezpieczeństwo.
Szturmowcy mieli za zadanie przerażać wroga – między innymi swą anonimowością i pozornie nieskończonymi ilościami uzupełnień. Nie mieli własnych imion, a jedynie kolejne numery (np. TK-1110).

## Rodzaje
Tworzono różne oddziały szturmowców przeznaczone do rozmaitych zadań lub przystosowane do konkretnego środowiska działań. Scout troopers – jednostki zwiadowcze, Sandtroopers – pustynne, Snowtroopers – śnieżne, Shock troopers – wyposażone w ciężkie uzbrojenie. Istniały także jednostki specjalne lub eksperymentalne, jak Dark Troopers.

### Scout Troopers (Żołnierze Zwiadowcy)
Jednostki przeznaczone do działań zwiadowczych. Nieco lżej opancerzeni niż zwykli szturmowcy, ich charakterystyczną cechą jest nietypowy hełm, w którym znajdują się przybory ułatwiające orientację w terenie. Wyposażeni są w lekką broń oraz skutery repulsorowe zwiększające mobilność. Pojawili się w VI. części Gwiezdnych Wojen na planecie Endor.

### Snow Troopers (Śnieżni Szturmowcy)
Szturmowców śnieżnych odróżniał od zwykłych ubiór oraz przeszkolenie. Ich pancerze posiadały dodatkowe systemy izolacyjne i grzewcze, doskonale chroniące ich przed zimnem. Pojawili się w V. części (Imperium Kontratakuje), gdzie zostali użyci m.in. przeciwko Rebeliantom na planecie Hoth.

### Sand Troopers (Piaskowi Szturmowcy)
Szturmowców piaskowych odróżniał od zwykłych ubiór oraz przeszkolenie. Ich pancerze posiadały dodatkowe systemy chłodzące i zapas wody, doskonale chroniące ich przed przegrzaniem. Pojawili się w IV. części („Nowa Nadzieja”), gdzie użyci byli m.in. w poszukiwaniu droidów na planecie Tatooine.

### Space Troopers (Kosmiczni Szturmowcy)
Inaczej szturmowcy Zero-G. To piechota uzbrojona w ciężkie pancerze używana przez Imperium do działań w przestrzeni kosmicznej. Służyli w celach abordażowych oraz do zadań specjalnych w przestrzeni kosmicznej. Uważani są za jedną z bardziej elitarnych formacji. Pojawili się cameo w IV. części Gwiezdnych Wojen, a także zostali wspomniani przez Admirała Thrawna kanonicznej powieści Thrawn: Treason (2019) autorstwa Timothy’ego Zahna.

### Dark Troopers (Żołnierze Ciemności)
Eksperymentalny rodzaj droidów bojowych, zaprojektowany przez generała Roma Mohca na wzór szturmowców. Konstrukcje z Fazy Pierwszej projektu były dostosowane wyłącznie do walki wręcz i przy pomocy broni białej, podczas gdy te z Fazy Drugiej były wyposażone broń strzelecką (działko plazmowe), wyrzutnię rakiet i plecak odrzutowy zwiększający ich mobilność. Istniał również unikatowy prototyp droida Fazy Trzeciej, który mógł być sterowany od wewnątrz przez żywego człowieka.

### Water Troopers (Żołnierze Wodni)
Wyspecjalizowane jednostki szturmowe, działające na wodnych planetach między innymi Naboo. Nosili oni stroje wodoodporne z rurami dostarczającymi tlen do hełmu. Pancerze tych szturmowców były wytrzymalsze i lżejsze co ułatwiało pływanie pod wodą. Dodatkowo zbroje posiadały wiele płetw. Nosili oczywiście butle z tlenem i soczewki polaryzujące z wizjerem ułatwiającym widzenie pod wodą.

### Storm Commandos (Komandosi)
Elitarna jednostka stworzona i nadzorowana przez gen. Crixa Madine’a (przed jego dezercją i przyłączeniem do Rebelii). Posiadali charakterystyczne czarne pancerze podobne do pancerzy Zwiadowców, ale wyposażone w systemy maskowania. Byli wykorzystywani do sabotażu, operacji „chirurgicznych” itp. Ich liczebność ograniczała się do kilkunastu drużyn, przez co nie pojawiali się zbyt często w czasie Galaktycznej Wojny Domowej.

### Death Trooper (Szturmowcy Śmierci)
Elitarny oddział szturmowców działający w priorytetowych dla Imperium misjach i ochronie ważnych dla Imperium osobistości np. Dyrektorów ważnych projektów i wszystkich dowódców rangą od wielkiego admirała w górę.
Darth Vader dysponował elitarnymi żołnierzami z tego korpusu z modyfikacjami ciała.

### Shore Trooper (Szturmowcy nabrzeżni)
wydzielony oddział szturmowców działający na gorących i wilgotnych planetach np. Scarif byli też wyszkoleni stosownie do roli którą mieli wykonywać.

## Wyposażenie
Normalni szturmowcy wyposażeni byli w:
- karabin blasterowy BlasTech E-11
- lekki blaster BlasTech SE-14r
- detonator termiczny z baradium
- granat wstrząsowy SoroSuub LXR-6

## Podział
Szturmowcy dzielili się na drużynę, pluton, kompanię, batalion, pułk, jednostki bitewne (zwane legionami). Najsłynniejszym oddziałem szturmowców był Legion 501 zwany Pięścią Vadera, zostający bezpośrednio pod rozkazami lorda.

## Najwyższy Porządek

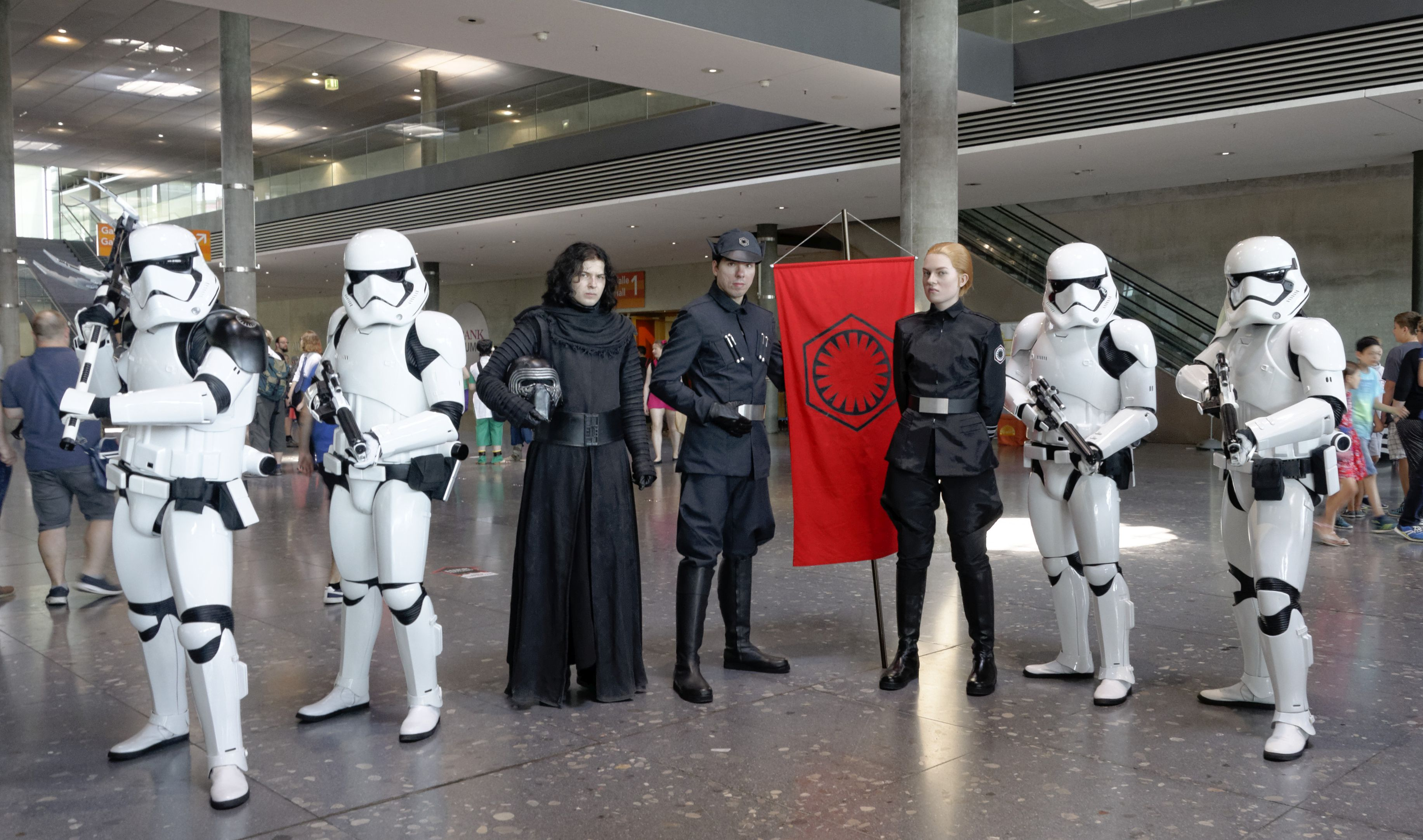
Szturmowcy i oficerowie Najwyższego Porządku wraz z Kylo Renem

W ciągu 30 lat po bitwie o Endor i klęsce Imperium w wojnie z Sojuszem Rebeliantów powstał złowrogi Najwyższy Porządek pod dowództwem Snoke'a mobilizujący kolejne oddziały szturmowców, tworząc korpus FN (z którego wywodzi się Finn – jeden z głównych bohaterów Przebudzenia Mocy) oraz kolejne rodzaje szturmowców:

### Flametroopers (Ogniowi Szturmowcy)
Wykorzystywani razem ze standardową jednostką piechoty Najwyższego Porządku. Dysponują miotaczami ognia wraz z plecakami wypełnionymi paliwem. Posiadają także hełmy ze szczelinowymi soczewkami, które redukują oślepiający blask światła wydobywający się z płomieni, a także specjalne rękawice służące do kontrolowania temperatury pod zbroją.

### Riot Control Stormtroopers (Szturmowcy bojowi)
Szturmowcy posługujący się pałkami Z6, wyposażeni w tarcze zrobione z betaplastu

### Snowtroopers (Śnieżni Szturmowcy)
Przeznaczeni do walki na planetach o skrajnie niskich temperaturach. Noszą specjalne zbroje, ocieplane hełmy oraz odporne na zimno rękawice umożliwiające im działanie w mroźnych warunkach.

### Stormtrooper Executioners (Żołnierze Egzekutorzy)
Są oddziałem specjalistów utworzonym specjalnie do wymierzania sprawiedliwości szturmowcom, którzy dopuścili się zdrady.

### Sith troopers (Żołnierze Sithów)
Szturmowcy ubrani w czerwone pancerze, którzy służyli w wojsku Najwyższego Porządku, a także w Armii Wiecznych Sithów, czyli siłach zbrojnych kultu ciemnej strony Mocy z planety Exegol położonej w Nieznanych Regionach galaktyki.